# والهاوزن (زاکسونی)-آنهالت
والهاوزن (زاکسونی)-آنهالت (به آلمانی: Wallhausen) یک شهر در آلمان است که در مانسفلد-زودهارتس واقع شده‌است. والهاوزن ۲٬۵۴۰ نفر جمعیت دارد.